# Герб Запорізької області
Герб Запорі́зької о́бласті — символічний знак, що виражає традиції області. Разом із прапором становить офіційну символіку органів місцевого самоврядування та виконавчої влади Запорізької області.
Герб затверджено 27 липня 2001 року. Автор проєкту — Віталій Пилипенко.
Проєкт герба з козаком був одним з перших затверджених в Україні. В його основу було закладено перший герб запорозького козацтва. Малиновий колір, яким пофарбовано поле герба, був основним кольором прапорів у запорозьких козаків. За оцінками фахівців з геральдики, саме запорізький герб вважається одним з кращих в Україні та свого часу навіть розглядався як кандидат на національний Герб України/

## Опис
Герб виконаний золотом, лазур'ю. На малиновому полі зображений козак із шаблею на лівому боці та рушницею на лівому плечі. Клейноди — символи козацької епохи, вказують на те, що запорізька земля успадкувала принципи демократії, які були властиві Запорозькій Січі. Булава вказує на владу Президента — глави держави, гаранта державного суверенітету і територіальної цілісності України. Пірнач символізує виконавчу владу на місцях, бунчук — взаємодія між усіма гілками влади в області, литаври — символ народного волевиявлення.

## Альтернативний герб
Зважаючи на те, що герб Запорізької області складено на французькому щиті, який є основною російської геральдичної системи, в рамках проєкту "Альтеральдика" було створено герб на традиційному для української геральдики - іспанському.
За основу були взяті оригінальні ескізи автора герба Віталія Пилипенко, щоб уникнути спотвореного стилю цифрової версії герба. Також було прибрано російський шрифт Іжиця з дивізної стрічки.
Герб не є офіційно затвердженим.

## Див.також
- Прапор Запорізької області
- Запорізька область